# Denkyira
Denkyira – naród ludu Akan żyjący w dzisiejszej południowej Ghanie od roku 1620, wcześniej nazywany Agona od nazwy miasta Agona. Władcą Denkyira był Denkyirahene, a ich stolicą była Jukwaa. Pierwszym Denkyirahene był Mumunumfi.
Denkyira stali się potężni przez produkcję złota i handel z Europą. Zdominowali sąsiednie stany aż do roku 1701, kiedy zostali pokonani przez Aszanti w bitwie pod Feyiase i stali się ich poddanymi.
W roku 1868 Denkyira weszli do Konfederacji Fante by walczyć wspólnie z Brytyjczykami przeciw Aszanti i Holendrom. Kiedy Konfederacja okazała się niezdolna do pokonania Aszanti, w roku 1874 stała się częścią brytyjskiego Złotego Wybrzeża.
Dzisiejszym władcą Denkyira jest Odeefuo Boa Amponsem III.